# 井中だちま
井中だちま（いなか だちま）は日本の小説家。静岡県出身。

## 来歴
高校卒業と同時に上京し、ギター製作の専門学校に入学。その後、オーストラリアに約3か月語学留学し、次いでワーキング・ホリデー制度を利用してニュージーランドで約9か月ほど生活する。ニュージーランドではバックパッカーとして移動し、その中で作家を志す。
帰国後、複数の文学賞への作品投稿を繰り返し、2016年に『通常攻撃が全体攻撃で二回攻撃のお母さんは好きですか?』で第29回ファンタジア大賞大賞を受賞。同年、同作でデビューした。

## 作品リスト
- 『通常攻撃が全体攻撃で二回攻撃のお母さんは好きですか？』（2016年 - 2020年、『富士見ファンタジア文庫』、全11巻） - 第29回ファンタジア大賞大賞。2017年コミカライズ、2019年アニメ化。